# Aiguille de la Floria
L'aiguille de la Floria est un sommet des aiguilles Rouges. Il surplombe le glacier de la Floria à l'ouest sur son ubac et le névé de l'Index au sud sur son adret, au-dessus de la Flégère.

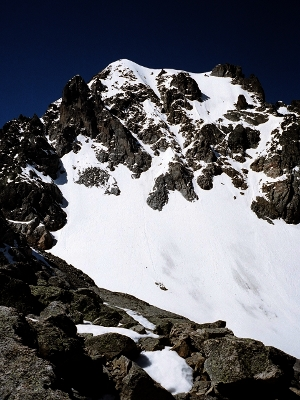
L'ubac enneigé de l'aiguille de la Floria en juillet.